# ولادیمیر ماسلنیکوف
ولادیمیر ماسلنیکوف (روسی: Владимир Анатольевич Масленников؛ زادهٔ ۱۷ اوت ۱۹۹۴) تیرانداز اهل روسیه است.
وی در مسابقات کشوری و بین‌المللی در مجموع برندهٔ ۸ مدال طلا، ۳ مدال نقره، ۲ مدال برنز شده‌است.